# Chalfont St. Giles
Chalfont St. Giles è un villaggio nel sud-est del Buckinghamshire nel Regno Unito, sul limitare delle Chiltern Hills, a circa quaranta chilometri da Londra, e vicino Seer Green, Jordans, Chalfont St Peter, Little Chalfont e Amersham. Il villaggio ha dato il suo nome ad una cittadina della Pennsylvania, Chalfont.
Chalfont significa "sorgente di gesso", in riferimento alle capacità del terreno locale di trattenere l'acqua.
Gli edifici sono una chiesa in stile normanno costruita tra il 1150 e il 1180, con un elegante portale d'ingresso. La chiesa è dedicata a Sant'Egidio, nell'inglese St Giles, onde il nome del villaggio.
C'è anche uno stagno popolato da anatre che viene alimentato dal fiume Misbourne.
Nel Domesday Book, un censimento del 1086, Chalfont St. Giles e Chalfont St Peter sono censiti come due differenti manieri con diversi proprietari; erano separati prima della conquista normanna, anche se al tempo potevano considerarsi come un'unica entità.
Come molte altre parrocchie rurali il villaggio era gestito dalla sagrestia fino al Local Government Act del 1894, il quale stabiliva che tutte le parrocchie aventi più di trecento abitanti dovevano avere un consiglio parrocchiale indipendente dalla chiesa.

## Film e televisione
Chalfont St. Giles è stata la Walmington on Sea nella versione del 1971 del film Dad's Army. John Laurie, uno degli attori principali, che ha vissuto.
Nel 2003 il dramma della BBC I racconti di Canterbury è stato girato nei dintorni di Chalfont St. Giles. Per il dramma, che vedeva tra gli altri attori Billie Piper e James Nesbitt, vennero fatte delle riprese dentro e fuori il pub Merlin's Cave, che è situato nei dintorni del prato al centro del villaggio.
Chalfont St. Giles fu il rifugio dei giovani Jean e Lionel nella situation comedy della BBC As Time Goes By in un episodio della serie filmato nel villaggio.

## Amministrazione

### Gemellaggi
- Graft-De Rijp, Paesi Bassi